# سولفید زیرکونیم (IV)
سولفید زیرکونیم(IV) (به انگلیسی: Zirconium(IV) sulfide) با فرمول شیمیایی ZrS۲ یک ترکیب شیمیایی است. که جرم مولی آن ۱۵۵٫۳۵۶ g/mol می‌باشد. شکل ظاهری این ترکیب، بلورهای قهوه‌ای و زرد است.